# HMS Ulster Monarch
«Ульстер Монарх» (англ. HMS Ulster Monarch) — пасажирський пором, що курсував Ірландським морем у 1929—1966 роках, як MV Ulster Monarch. За часів Другої світової війни — велике десантне піхотне судно Королівського військово-морського флоту Великої Британії.
Судно «Ульстер Монарх» було закладене на верфі компанії Harland and Wolff у Белфасті. 24 січня 1929 року було спущене на воду, та 10 червня 1929 року введене в експлуатацію як пасажирський та вантажний пором компанії Belfast Steamship Company, що курсував Ірландським морем за маршрутом Ліверпуль — Белфаст.